# По 206-й…
«По 206-й…» — советская бытовая драма по пьесе Василия Белова.

## Сюжет
Вологодская область, период Перестройки. Комбайнёр Константин Смагин — один из лучших механизаторов колхоза «Восход», за хорошую работу премируется администрацией. На полученные деньги Костя напивается и в результате бытовой ссоры ломает топором ворота у соседей. Соседи готовы решить дело миром, однако присутствующая при этом журналистка пишет фельетон, в котором описывает Смагина пьяным дебоширом, а участкового милиционера Пухова, отказавшегося заводить дело, обвиняет в сокрытии преступления.
Дело попадает в районную прокуратуру, где старший следователь Борис Матвеевич с энтузиазмом берётся за это дело. Попытки соседа, ветерана Великой Отечественной войны Ивана Степановича Соколова, председателя колхоза и даже секретаря райкома КПСС уладить дело оказываются безуспешными. Неожиданно помощь приходит от журналиста областной газеты, который перед этим написал хвалебную статью о комбайнёре. Будучи озабочен своей карьерой, журналист выходит на областную прокуратуру, откуда районному следователю приходит приказ прекратить дело. Однако узнав, что виновным пытаются выставить председателя колхоза, Константин Смагин устраивает скандал у следователя и снова попадает в КПЗ.
На суде с учётом всех фактов Константина приговаривают к принудительным работам по месту жительства, что, в принципе, всех устраивает. После суда Смагин пытается поблагодарить журналиста областной газеты, однако тот в оскорбительной форме говорит комбайнёру, что скоро тот окажется снова в тюрьме. Соколов пытается вступиться за односельчанина, однако теперь уже он оказывается в милиции…

## В ролях
- Евгения Добровольская — Тоня Андреевская, корреспондент-стажёр
- Сергей Гармаш — Константин Смагин, комбайнёр колхоза
- Александр Воробьёв — Борис Матвеевич, следователь прокуратуры
- Владимир Кашпур — председатель колхоза «Восход»
- Николай Пастухов — Алексей Семёнович, первый секретарь райкома КПСС
- Елена Антонова — Настя, жена Смагина
- Мария Скворцова — бабушка Секлетинья Парминовна Кирина
- Вадим Райкин — Сергей Александрович Денисов, корреспондент областной газеты
- Герман Орлов — участковый милиционер Пухов, лейтенант
- Павел Кормунин — Иван Степанович Соколов, ветеран Великой Отечественной войны, сосед Кости Смагина
- Елена Королёва — Татьяна, соседка
- Сергей Муравьёв — Толик Соколов, внук Ивана Степановича